# Liste de musées en Algérie
Pour les autres articles nationaux ou selon les autres juridictions, voir Liste des musées par pays.
Cet article présente une liste non exhaustive de musées en Algérie, classés par wilaya. L’Algérie compte plus d’une trentaine de musées publics.

## Musées nationaux (Alger)
- Office national de gestion et d'exploitation des biens culturels protégés
- Centre national de recherche en archéologie
- Centre national de recherches préhistoriques, anthropologiques et historiques
- Musée national des antiquités et des arts islamiques
- Musée public national d’art moderne et contemporain d’Alger (MAMA)
- Musée des arts et traditions populaires d'Alger
- Musée national de l'enluminure, de la miniature et de la calligraphie d'Alger
- Musée public national maritime d'Alger
- Musée national du Bardo
- Musée national des beaux-arts d'Alger
- Musée central de l'Armée
- Musée national du moudjahid d'Alger
- Musée de la civilisation islamique, au sein de la Grande Mosquée d'Alger
- Musée Central de la Sûreté Nationale
- Musée de l’enfant à Mont Riant
- Musée Olympique et Sportif Algérien
- Musée de l’histoire de la poste et des télécommunications
- Musée des Transports Urbains
- Musée de la Protection Civile
- Palais des Raïs
- Fort turc de Tamentfoust
- Fort turc de Bordj El Kiffan

## Autres musées

### Aïn Defla
- Musée de l’Émir de Miliana (ancienne demeure de l’Émir Abdelkader)

### Annaba
- Musée d'Hippone

### Batna
- Musée du moudjahid de Batna
- Musée de Timgad
- Musée de la ferme Lucas
- Musée archéologique de Tazoult
- Musée de Tazoult

### Béjaïa
- Musée de Bordj Moussa
- Musée de l'Eau de Toudja
- Musée de Géologie du Parc National de Gouraya
- Musée du Moudjahid d'Ifri Ouzellaguene

### Béchar
- Musée de Béni-Abbés
- Musée public national de Béchar

### Biskra
- Musée Lapidaire d'El Kantara

### Bordj Bou Arreridj
- Musée de Bordj El Mokrani

### Chlef
- Musée public national de Chlef
- Musée de Ténès
- Musée de Chlef (Dar El Baroud)

### Constantine
- Musée national Cirta
- Musée public national des arts et expressions culturelles traditionnelles de Constantine

### Djelfa
- Musée de Djelfa

### El-Oued
- Musée d'El-Oued

### El-Meniâa
- Musée public national d'El-Meniâa

### El-Taref
- Musée de Mersa El Kharez

### Ghardaïa
- Musée de Beni Yezguen
- Musée folklorique de Ghardaïa
- Musée public national d'El Menia

### Guelma
- Musée du théâtre de Guelma

### Jijel
- Musée de Koutama

### Khenchela
- Musée public national de Khenchela

### Laghouat
- Musée de Laghouat

### Médéa
- Musée public national des arts et traditions populaires de Médéa

### Mostaganem
- Musée de Dar El Kaïd
- Musée du Moudjahid
- Musée du Mausolée Lalla Aïchouche
- Musée de Bordj El Turc

### M'Sila
- Musée de la Kalâa des Béni Hammad (Kalâa des Béni Hammad)
- Musée National Nasr Eddine Dinet (Étienne Dinet)
- Musée d’El Hodna

### Naâma
- Musée du Dinosaure Sfissifa

### Oran
- Musée National Zabana d'Oran
- Musée d'Art Moderne d'Oran (MAMO)

### Ouargla
- Musée saharien de Ouargla

### Sétif
- Musée de Djemila
- Musée public national de Sétif

### Souk Ahras
- Musée de Khemissa
- Musée de Madaure

### Tébessa
- Musée du Temple de Minerve (Temple de Minerve)
- Musée public national de Tébessa
- Musée de Theveste

### Tipaza
- Musée public national de Cherchell
- Musée de Tipasa

### Tizi Ouzou
- Musée du Moudjahid de Tizi ouzou
- Musée d'Abane Ramdane

### Tlemcen
- Musée du Moudjahid de Tlemcen
- Musée public national d’archéologie islamique de la ville Tlemcen
- Musée public national d’art et d’histoire de la ville de Tlemcen
- Musée public national de la calligraphie islamique de Tlemcen

## Galerie d'images

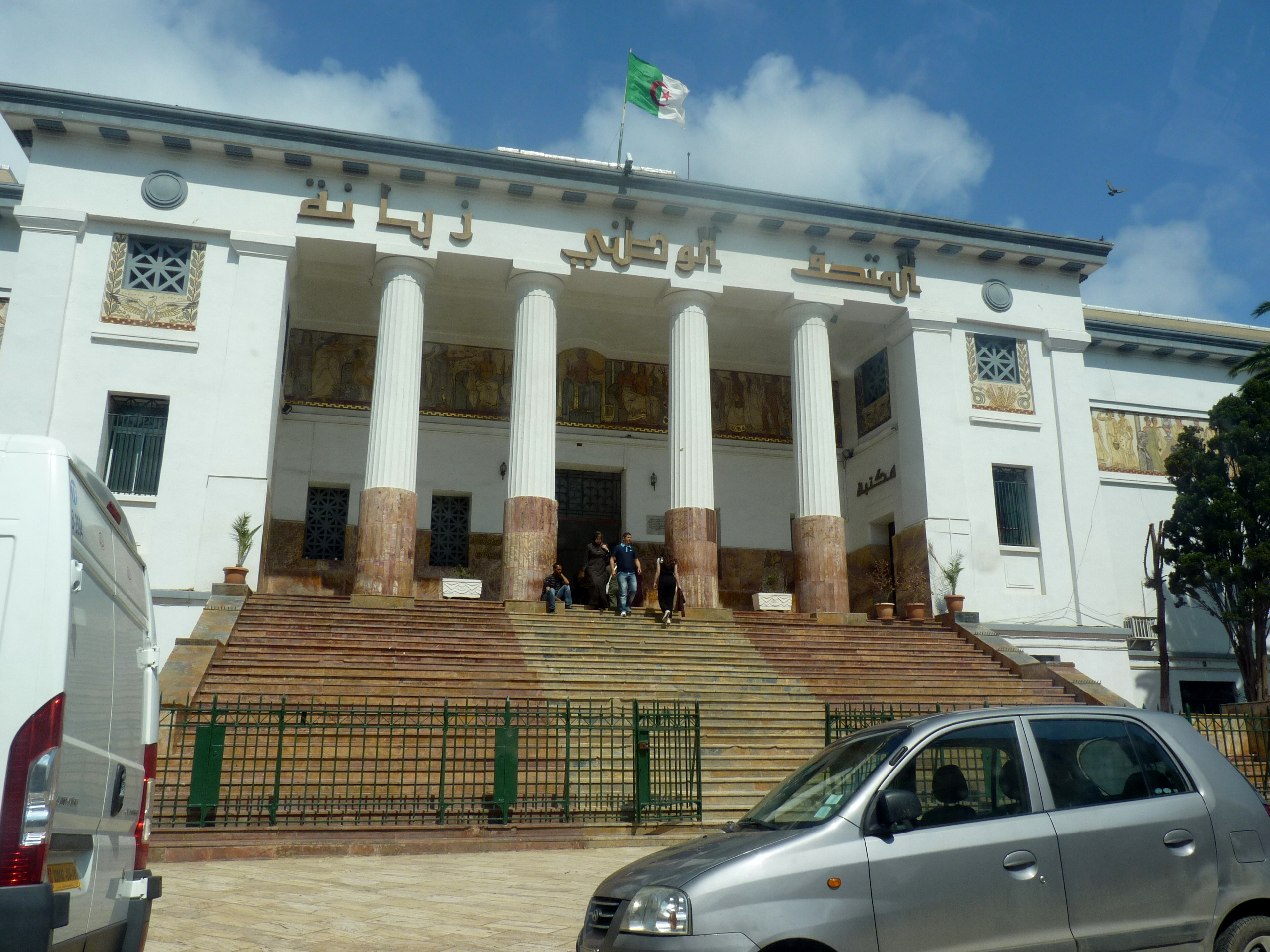
Musée Ahmed Zabana (Oran)
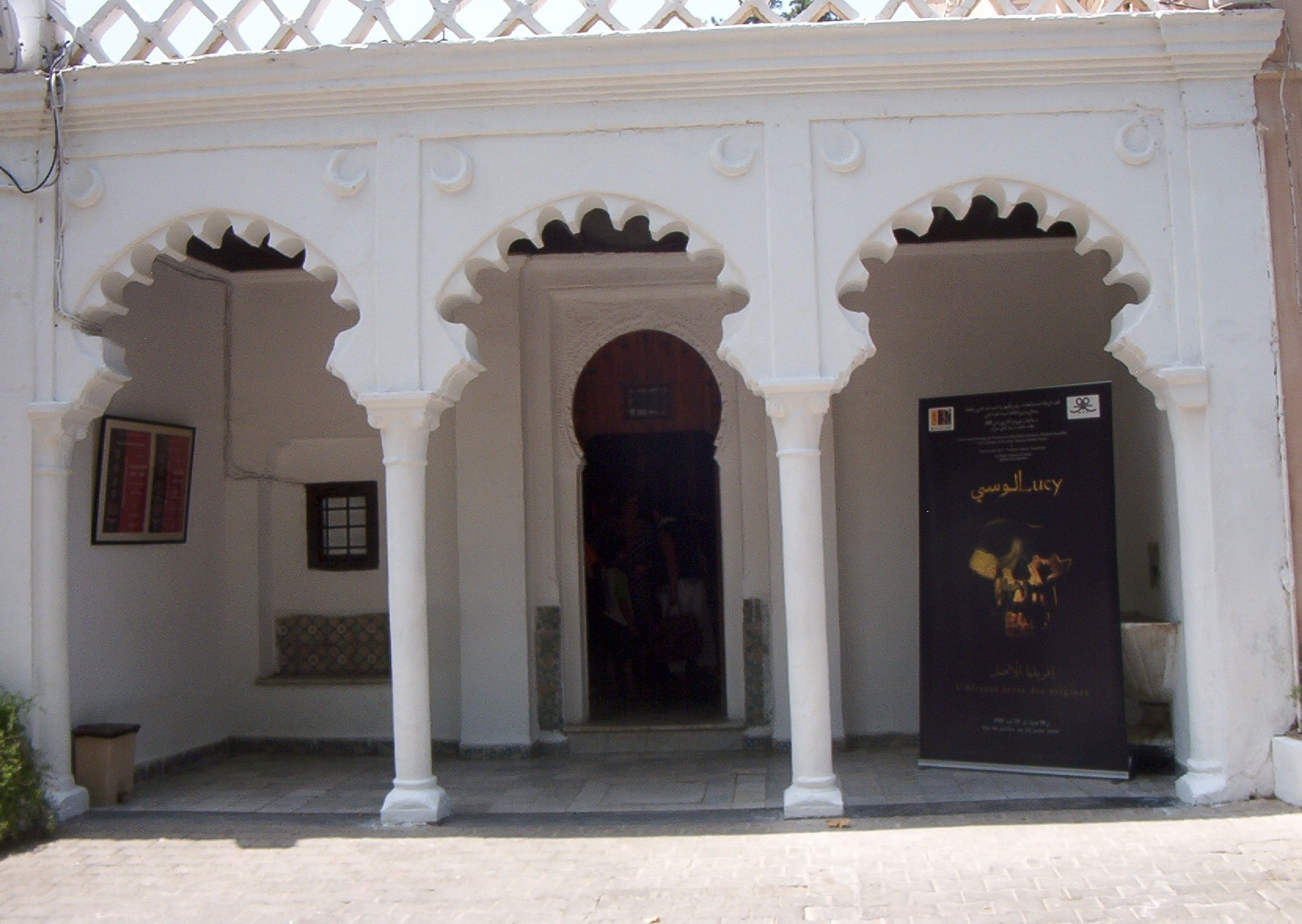
Musée du Bardo (Alger)
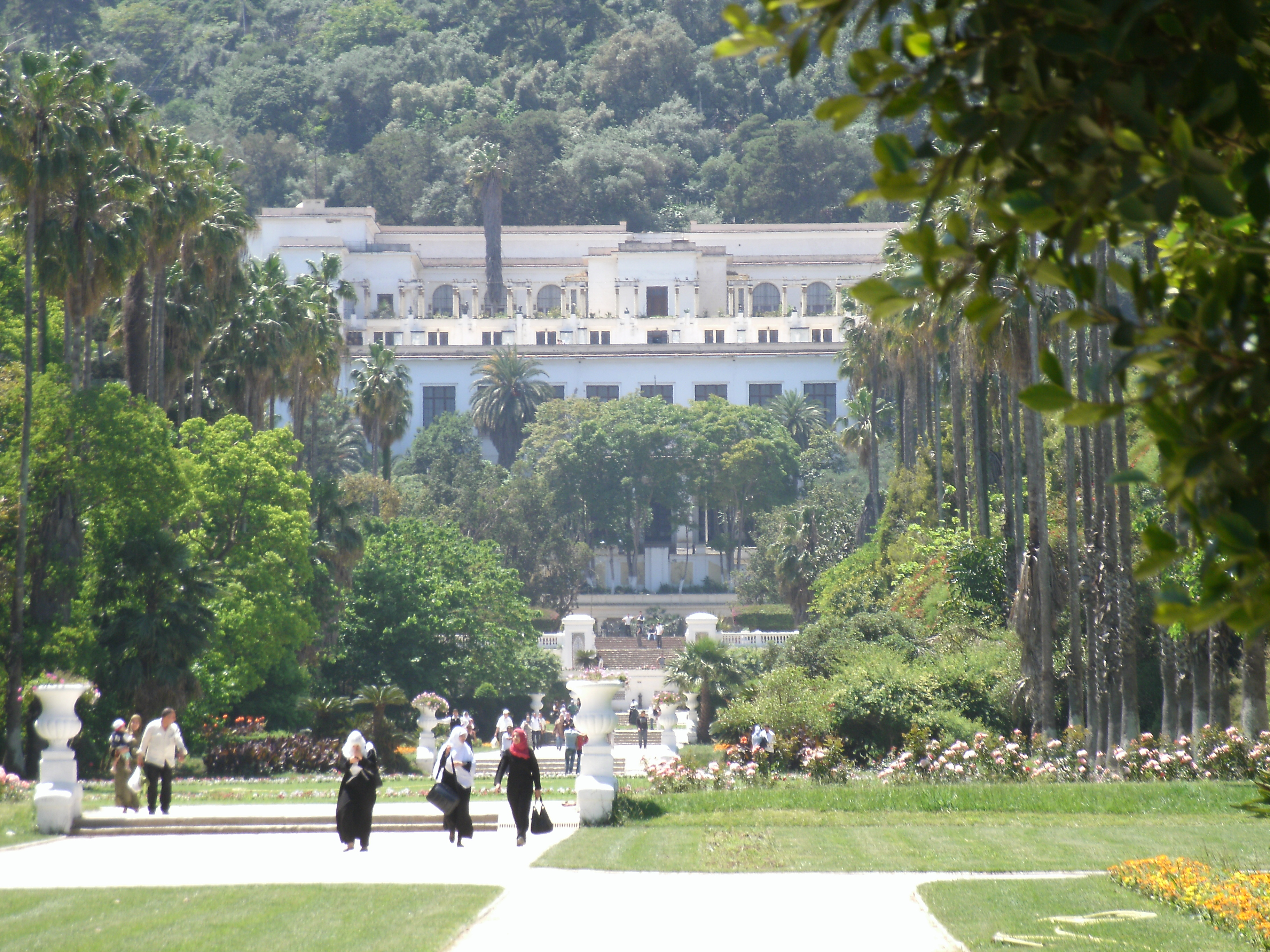
Musée des Beaux-Arts d’Alger vu depuis le Jardin d'Essai du Hamma
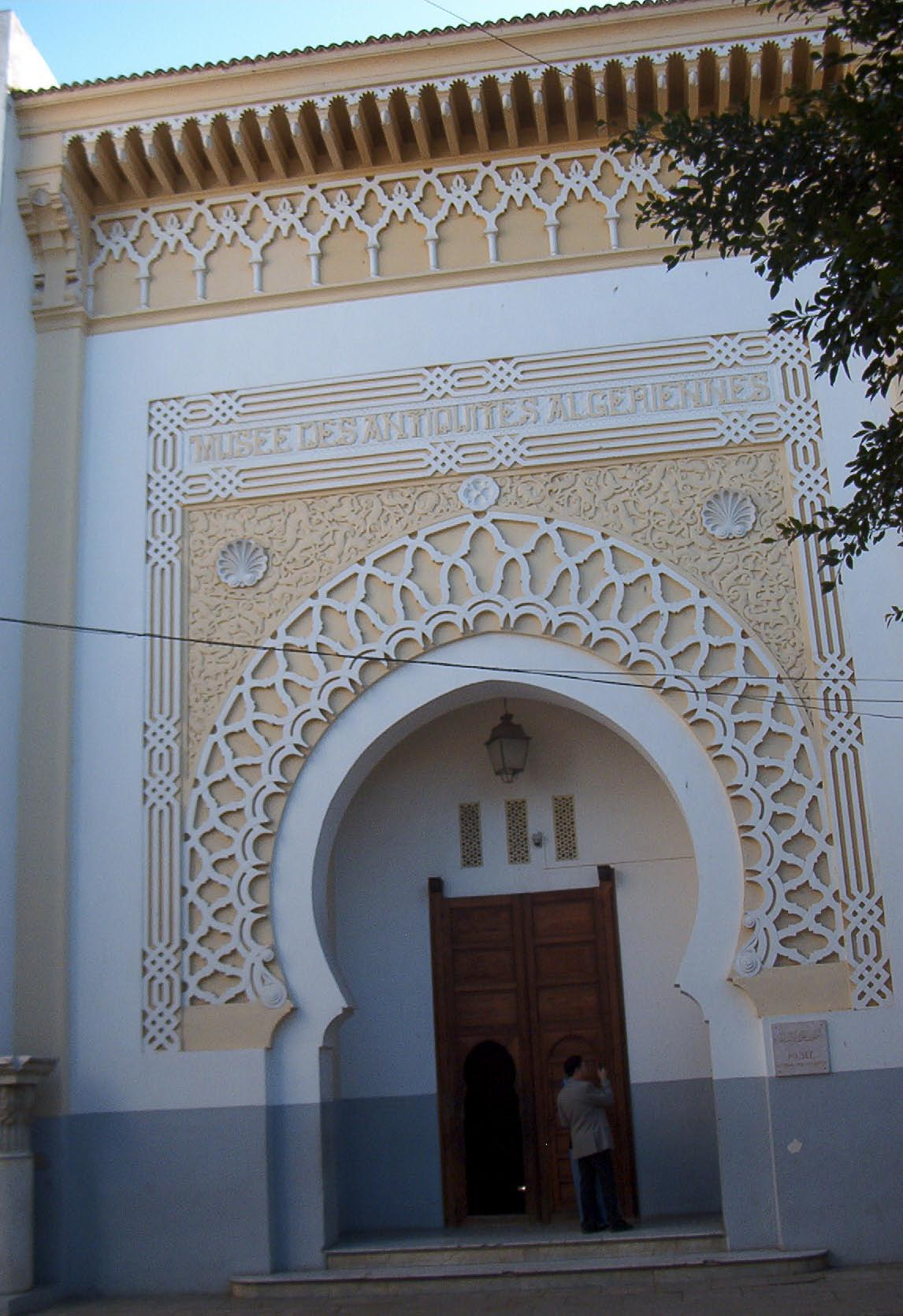
Musée national des antiquités et des arts islamiques d’Alger
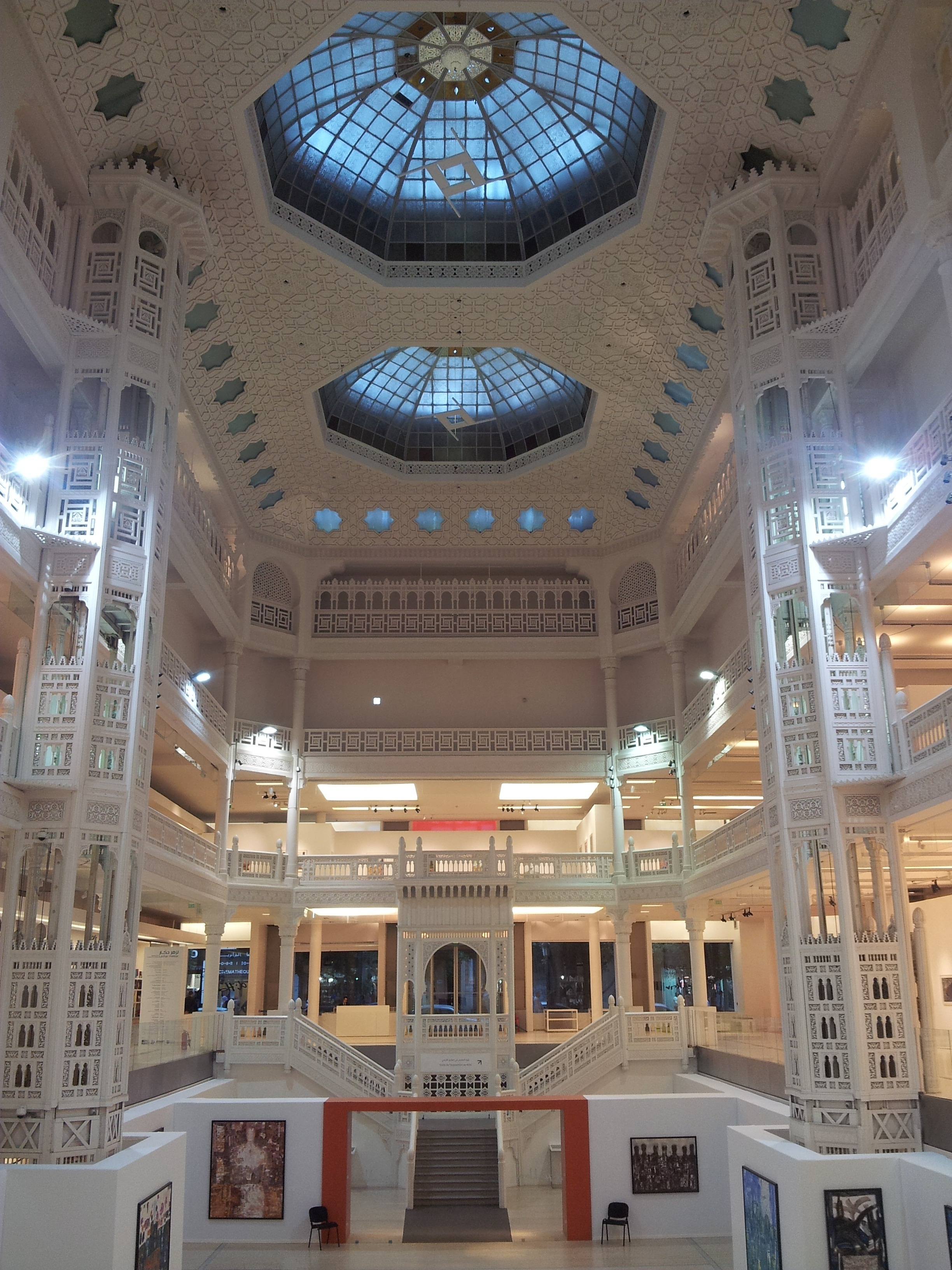
Intérieur du Musée national d’art moderne et contemporain d’Alger
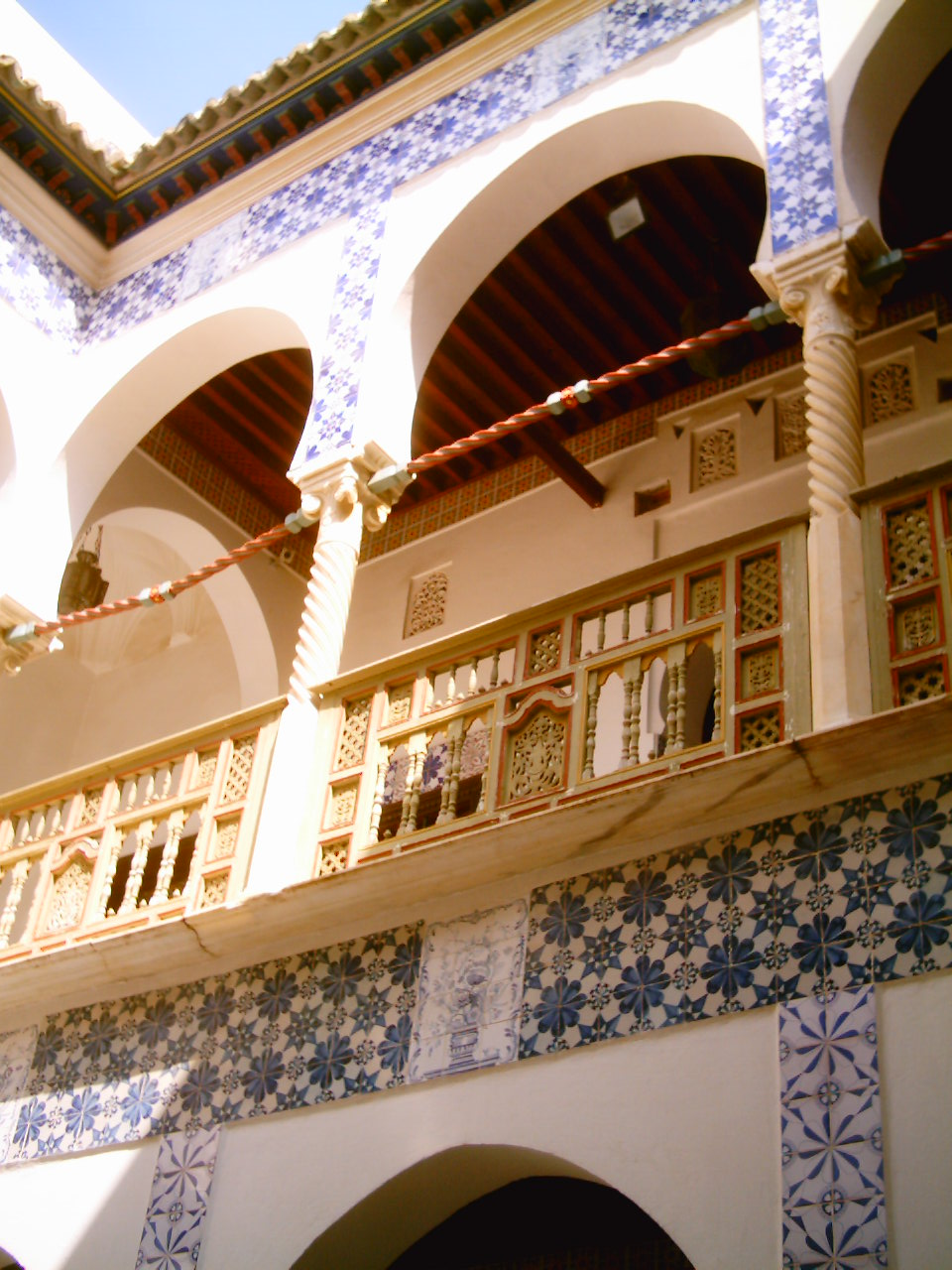
Palais des Raïs (Alger)
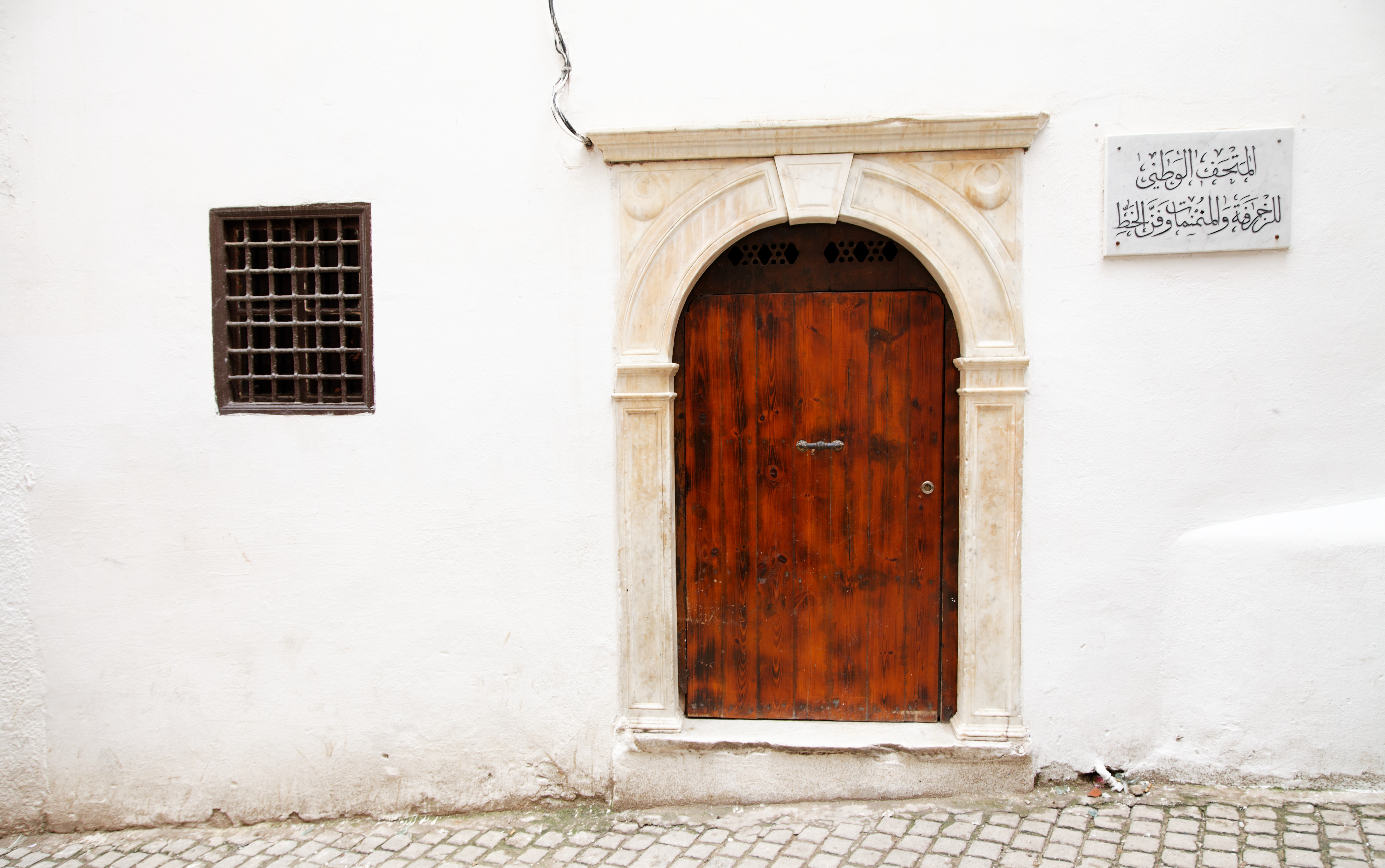
Musée national de l'enluminure, de la miniature et de la calligraphie d’Alger
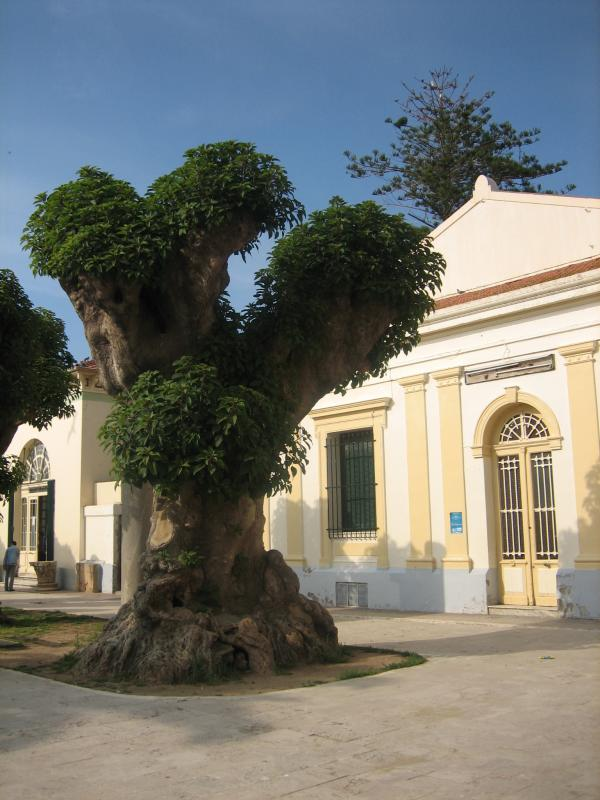
Musée de Cherchell (ancien musée)
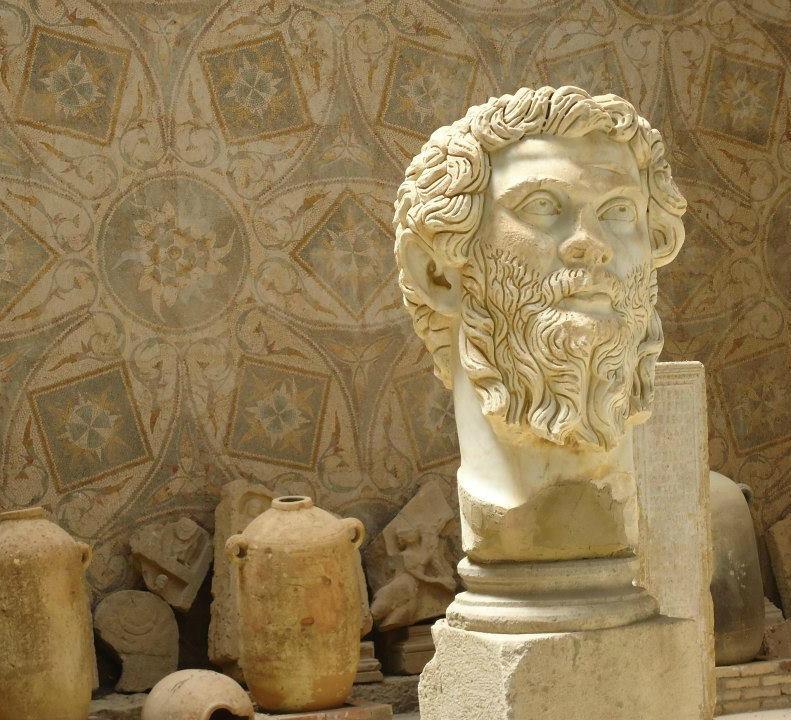
Tête de Septime Sévère dans le musée de Djemila
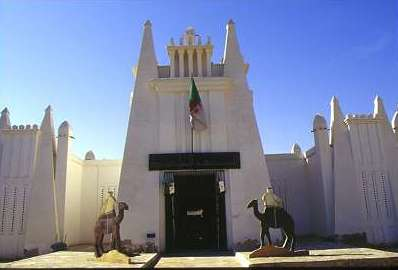
Musée saharien de Ouargla
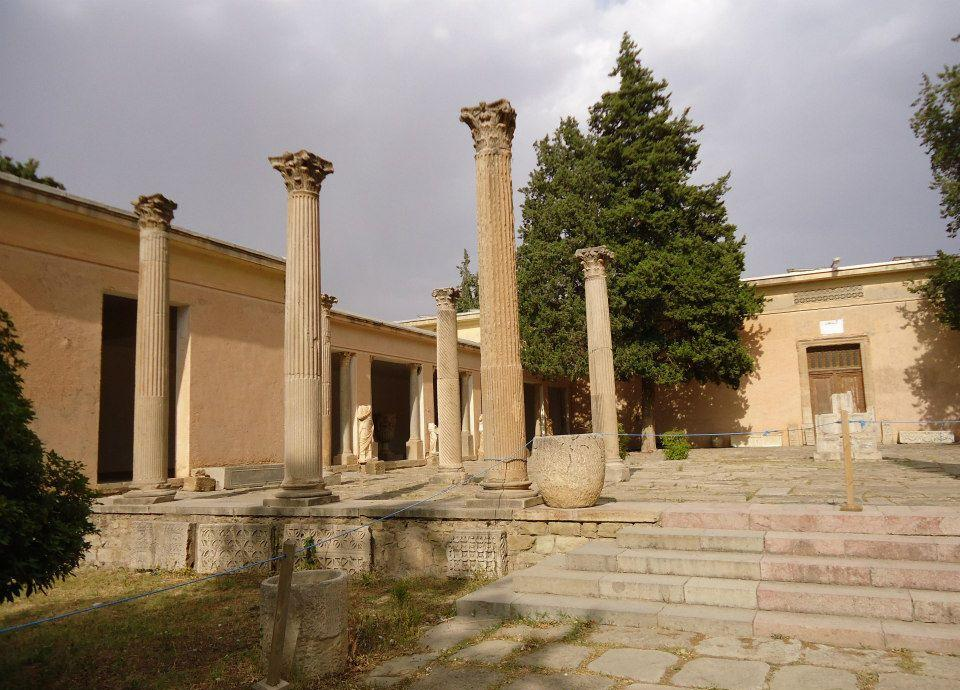
Musée de Timgad
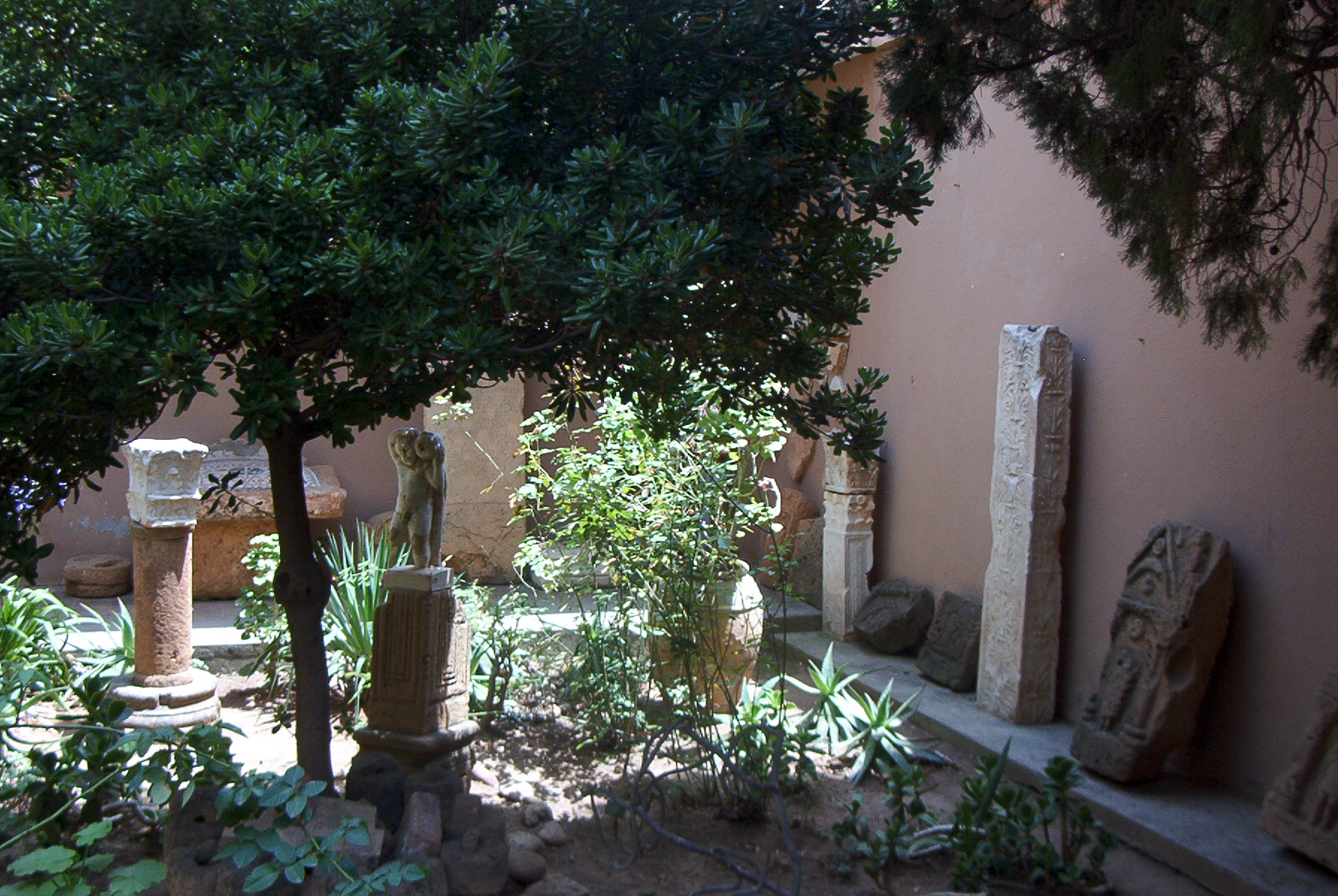
Cour du musée de Tipasa
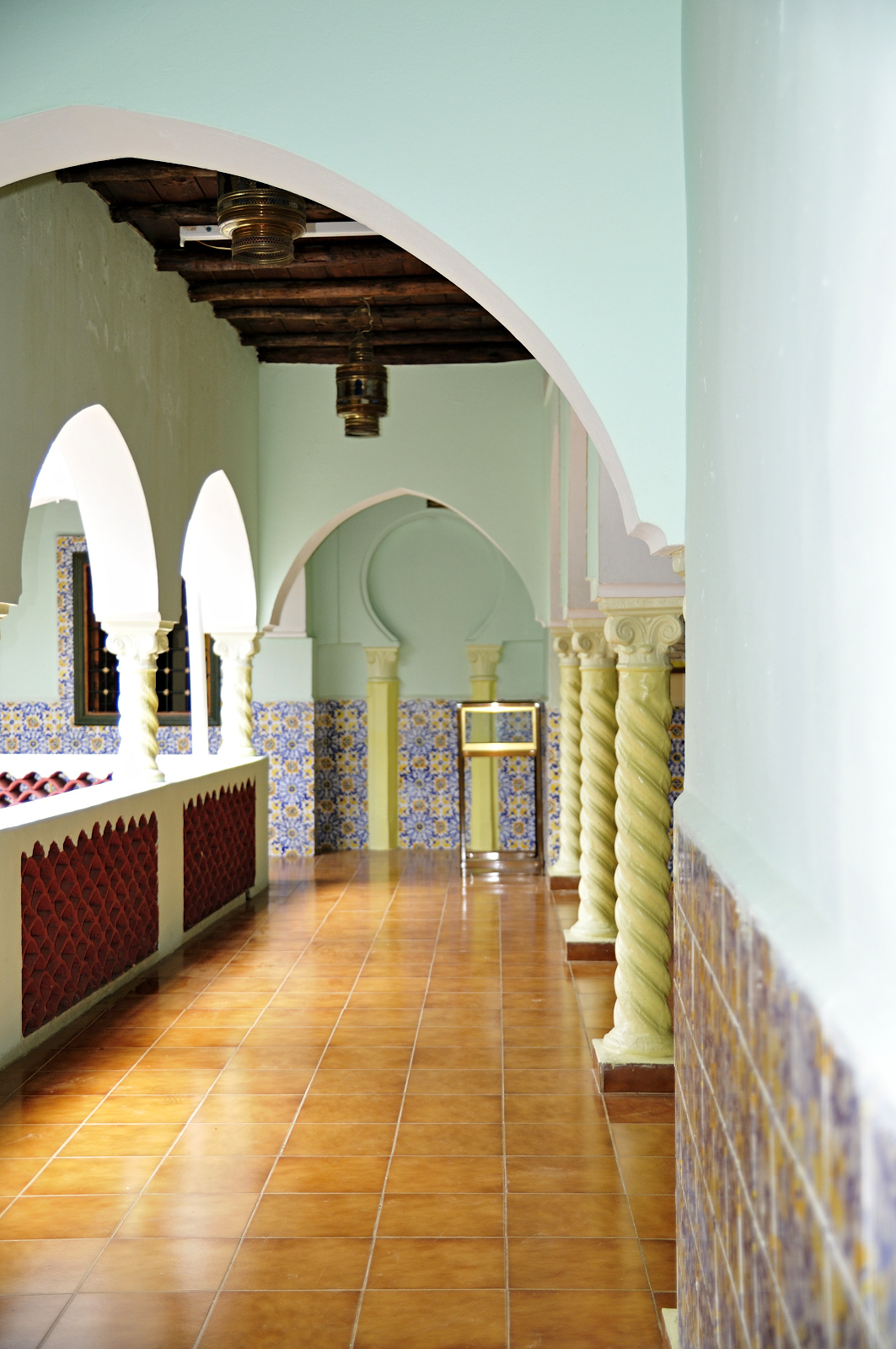
L’ancienne demeure de l'Emir Abdelkader, musée de Miliana